# Virginia Slims of Akron
Virginia Slims of Akron – nierozgrywany kobiecy turniej tenisowy zaliczany do cyklu WTA Tour. Odbywał się w hali w Akron (Ohio) w lutym lub marcu.

## Historia nazw turnieju
| Rok       | Nazwa                   |
| 1973      | Akron Indoors           |
| 1974      | Akron Open              |
| 1975–1976 | Virginia Slims of Akron |

## Mecze finałowe

### Gra pojedyncza
| Rok  | Mistrzyni               | Finalistka     | Wynik         |
| 1976 | Evonne Goolagong Cawley | Virginia Wade  | 6:2, 3:6, 6:2 |
| 1975 | Chris Evert             | Margaret Court | 6:4, 3:6, 6:3 |
| 1974 | Billie Jean King        | Nancy Gunter   | 6:3, 7:5      |
| 1973 | Chris Evert             | Olga Morozowa  | 6:3, 6:4      |

### Gra podwójna
| Rok  | Zwyciężczynie                  | Finalistki                      | Wynik       |
| 1976 | Brigitte Cuypers Mona Guerrant | Glynis Coles Florența Mihai     | 6:4, 7:6(4) |
| 1975 | Françoise Durr Betty Stöve     | Chris Evert Martina Navrátilová | 7:5, 7:6(4) |
| 1974 | Rosie Casals Billie Jean King  | Julie Heldman Olga Morozowa     | 6:2, 6:4    |
| 1973 | Patti Hogan Sharon Walsh       | Patricia Bostrom Michèle Gurdal | 7:5, 6:4    |